# Гексацианоманганат(II) калия
Гексацианоманганат(II) калия — неорганическое соединение,
комплексная соль марганца, калия и синильной кислоты 
с формулой K4Mn(CN)6,
Разлагается в водных растворах,
образует кристаллогидрат - сине-фиолетовые кристаллы.

## Получение
- Растворение карбоната марганца с растворе цианистого калия:

{\displaystyle {\mathsf {MnCO_{3}+6KCN+3H_{2}O\ {\xrightarrow {60-70^{o}C}}\ K_{4}Mn(CN)_{6}\cdot 3H_{2}O\downarrow +K_{2}CO_{3}}}}

## Физические свойства
Гексацианоманганат(II) калия образует кристаллы.
Растворяется в растворах цианистого калия. В водных растворах разлагается.
Образует кристаллогидрат состава K4Mn(CN)6•3H2O - сине-фиолетовые кристаллы.

## Химические свойства
- Разлагается в водных растворах:

{\displaystyle {\mathsf {2K_{4}Mn(CN)_{6}\ \xrightarrow {H_{2}O} \ K_{2}Mn[Mn(CN)_{6}]\downarrow +6KCN}}}
- Во влажном воздухе окисляется до гексацианоманганата(III) калия:

{\displaystyle {\mathsf {4K_{4}Mn(CN)_{6}+O_{2}+2H_{2}O\ {\xrightarrow {}}\ 4K_{3}[Mn(CN)_{6}]+4KOH}}}